# 詹尼森·希顿
詹尼森·希顿（英語：Jennison Heaton，1904年4月16日—1971年8月6日），美国男子雪车、钢架雪车运动员。他曾代表美国参加1928年冬季奥林匹克运动会，获得一枚金牌和一枚银牌。